# Nya Chitose-flygplatsen

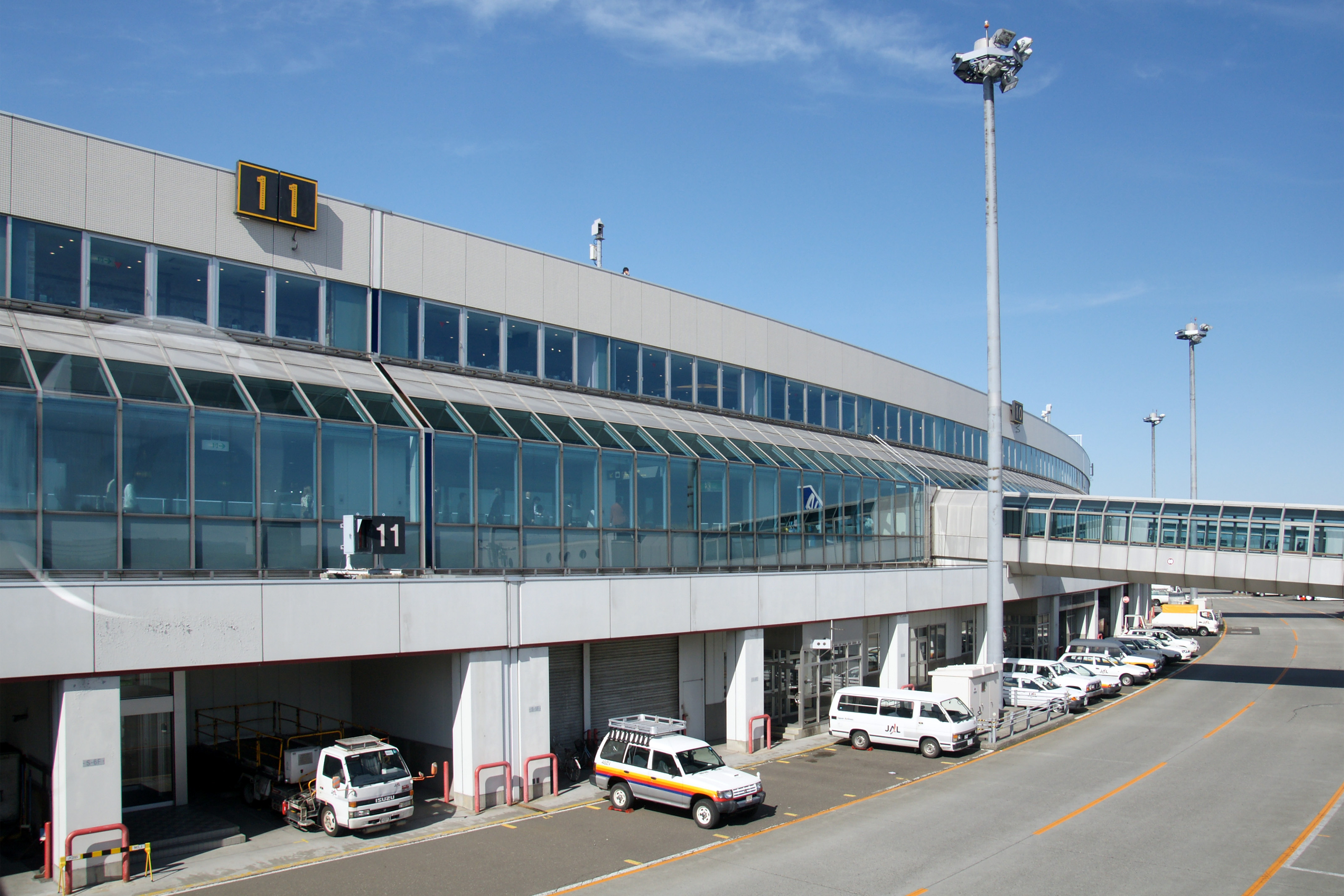
Nya Chitose-flygplatsen

Nya Chitose-flygplatsen (japanska: 新千歳空港?, Shin-Chitose Kūkō; engelska: New Chitose Airport) är Japans tredje mest trafikerade flygplats och landets största till yta räknat. Den ligger i staden Chitose och betjänar området kring Sapporo. Flygplatsen heter Sapporo i flygbolagens tidtabeller.
Flygplatsens flygplatskoder är CTS (IATA) respektive RJCC (ICAO). Från Nya Chitoseflygplatsen går reguljära utrikeslinjer till flertalet länder i östra Asien, samt till Honolulu. Från december 2019 finns även en linje till Helsingfors under vintersäsong.
I anslutning till flygplatsen ligger Chitose-flygfältet, en militärflygplats.